# RADIO JAPAN
『RADIO JAPAN』（レディオ・ジャパン）は、土曜日の朝にJFN系列に向けて生放送されていたラジオ番組。『MORNING CUBE〜SATURDAY NETWORK〜』の後番組として、2002年4月6日から2006年3月25日まで放送された。

## パーソナリティ
- 伊津野亮[注釈 1]
- 荒川れん子（放送開始 - 2005年9月25日）[注釈 2]
- 遠藤千芽（2005年10月22日 - 2006年3月25日）

### 伊津野の新しいパートナー探し
2005年10月1日 - 10月15日は「伊津野の新しいパートナー探し」と題し、9月末で番組卒業した荒川に変わる新女性パーソナリティを求め週代わりでDJが登場していた。
- 2005年10月1日：遠藤千芽
- 2005年10月8日：大槻りこ
- 2005年10月15日：高頭なお

## 概要
パーソナリティは『MORNING CUBE〜SATURDAY NETWORK〜』から引き続き伊津野亮と荒川れん子。番組内容も概ね前番組をタイトル後と引き継いでおり、2002年4月、日曜日に新たな生放送番組を設置すること、また週末の共通レーベルを『RADIO JAPAN』とすることからリニューアルを施したものである。番組の差別化の観点から日曜版は放送上『RADIO JAPAN on Sunday』としていた。
そのこともあり、「なんでもランKING+QUEEN」や「これくるOF LIFE」など、土・日共通のコーナーもあった一方、前番組に引き続きリスナーメッセージや邦楽選曲に比重を置いていたのが特徴的な面である（洋楽の選曲がなかったわけではない）。
ジングルも多くは土・日で同じものを使用していた。ジングルも「Sunday」のヴォイスを付加している。
2006年4月1日に再びリニューアル。放送時間を1時間拡大して『SATURDAY ON THE WAY』となった。

## 主なコーナー・タイムテーブル
- 6:05 - （随時）いいたい放題、書き放題
- 6:06 - RADIO JAPAN Headline
- 6:20 - なんでもランKING+QUEEN（1）
- 6:30 - なんでもリクエスト
- 6:36 - マンスリー・セレクション
- 6:40 - WEEKEND SPORTS NEWS
- 6:52 - 全国幹線道路情報
- 7:00 - RADIO JAPAN Headline
- 7:07 - WEEKLY NEWS
- 7:15 - なんでもランKING+QUEEN（2）
- 7:20 - 【地域情報枠】
- 7:30 - WEATHER INFORMATION[注釈 4]
- 8:06 - 芸能掘り出しニュース
- 8:20 - 【地域情報枠】
- 8:30 - グッド・モーニング・フィーバー

### 終了コーナー
- 大仁田厚〜火の無いところに煙がファイヤー!!
- これくる OF LIFE

## ネット局
全て毎週土曜の放送で、放送時間の早い順から記載。なお、ネット局・放送時間は放送開始 - 最終回当時のもの。
| 放送対象地域   | 放送局名                                    | 放送時間    | 備考       |
| -------------- | ------------------------------------------- | ----------- | ---------- |
| 山形県         | エフエム山形（Boy-FM）                      | 6:00 - 8:55 |            |
| 福島県         | エフエム福島（ふくしまFM）                  | 6:00 - 8:55 |            |
| 新潟県         | エフエムラジオ新潟（FM-NIIGATA）            | 6:00 - 8:55 |            |
| 石川県         | エフエム石川（HELLO FIVE）                  | 6:00 - 8:55 |            |
| 福井県         | 福井エフエム放送（FM FUKUI）                | 6:00 - 8:55 |            |
| 岐阜県         | 岐阜エフエム放送（Radio80）                 | 6:00 - 8:55 |            |
| 三重県         | 三重エフエム放送（レディオキューブ FM三重） | 6:00 - 8:55 |            |
| 兵庫県         | 兵庫エフエム放送（Kiss-FM KOBE）            | 6:00 - 8:55 |            |
| 滋賀県         | エフエム滋賀（e-radio）                     | 6:00 - 8:55 |            |
| 岡山県         | 岡山エフエム放送（FM岡山）                  | 6:00 - 8:55 |            |
| 高知県         | エフエム高知（Hi-Six）                      | 6:00 - 8:55 |            |
| 沖縄県         | エフエム沖縄（FM沖縄）                      | 6:00 - 8:55 |            |
| 静岡県         | 静岡エフエム放送（K-MIX）                   | 6:00 - 7:00 |            |
| 山口県         | エフエム山口（FMY）                         | 6:00 - 7:00 |            |
| 青森県         | エフエム青森（AFB）                         | 6:00 - 7:41 | [ 注釈 5 ] |
| 岩手県         | エフエム岩手（FM IWATE）                    | 6:00 - 8:00 |            |
| 群馬県         | エフエム群馬（FMぐんま）                    | 6:00 - 8:00 |            |
| 栃木県         | エフエム栃木（RADIO BERRY）                 | 6:00 - 8:00 |            |
| 富山県         | 富山エフエム放送（FMとやま）                | 6:00 - 8:00 |            |
| 徳島県         | エフエム徳島（FM徳島）                      | 6:00 - 8:00 |            |
| 長崎県         | エフエム長崎（SMILE-FM）                    | 6:00 - 8:00 |            |
| 佐賀県         | エフエム佐賀（FMS）                         | 6:00 - 8:00 |            |
| 大分県         | エフエム大分（Air-Radio FM88）              | 6:00 - 8:00 |            |
| 熊本県         | エフエム熊本（FMK）                         | 6:00 - 8:00 |            |
| 宮崎県         | エフエム宮崎（JOY FM）                      | 6:00 - 8:00 |            |
| 鹿児島県       | エフエム鹿児島（μFM）                       | 6:00 - 8:00 |            |
| 島根県・鳥取県 | エフエム山陰（V-air）                       | 6:00 - 8:25 |            |
| 香川県         | エフエム香川（Be fine）                     | 6:00 - 8:25 |            |
| 秋田県         | エフエム秋田（AFM）                         | 6:00 - 8:30 |            |
| 長野県         | 長野エフエム放送（FM長野）                  | 6:00 - 8:30 |            |
| 広島県         | 広島エフエム放送（HFM）                     | 6:00 - 8:30 |            |